# الوروم
الوروم (به لاتین: Elverum) () یک شهر در نروژ است که در هدمارک واقع شده‌است. الوروم ۱٬۲۲۹ کیلومتر مربع مساحت و ۲۱٬۰۸۶ نفر جمعیت دارد.

## نگارخانه

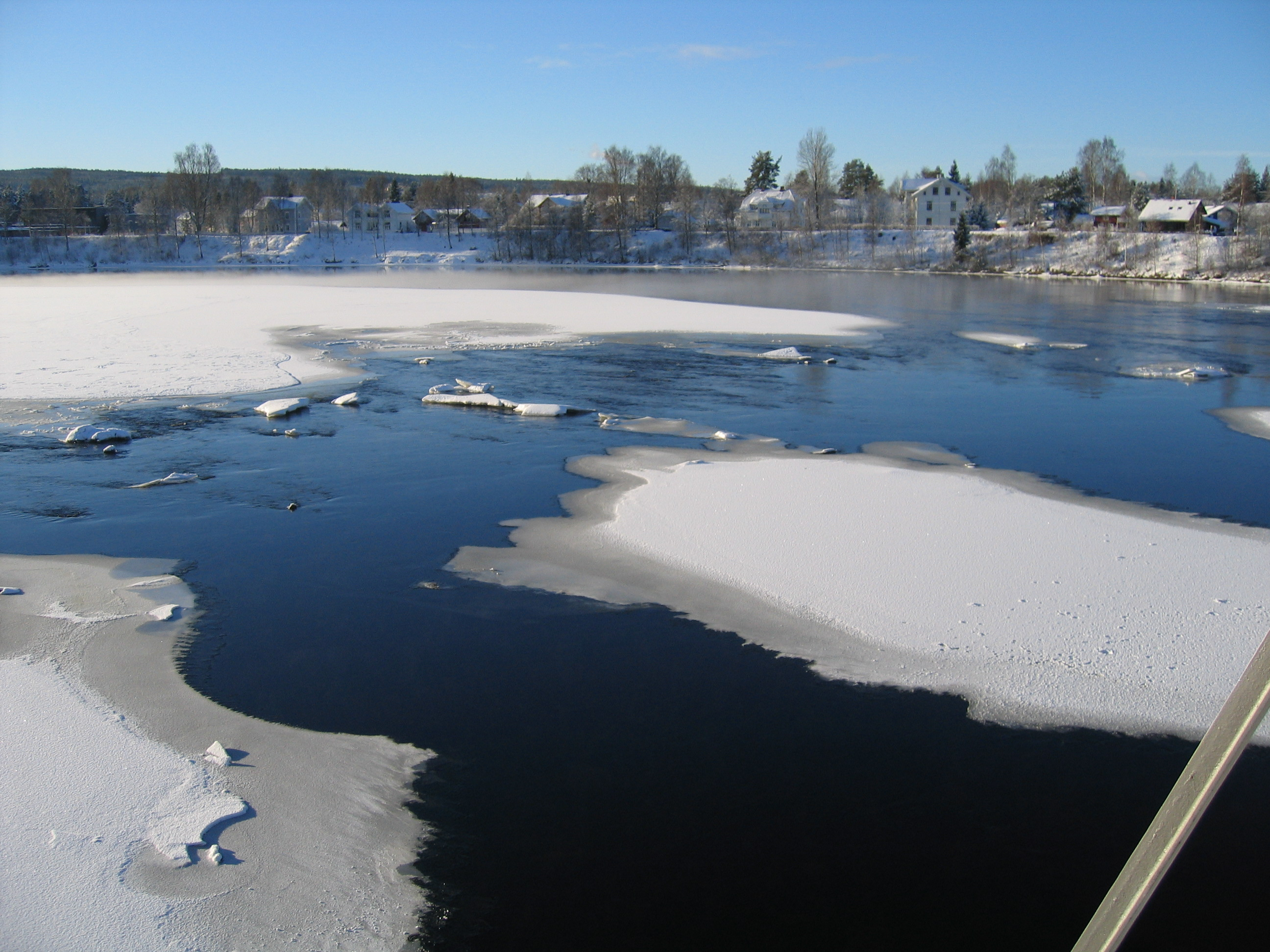
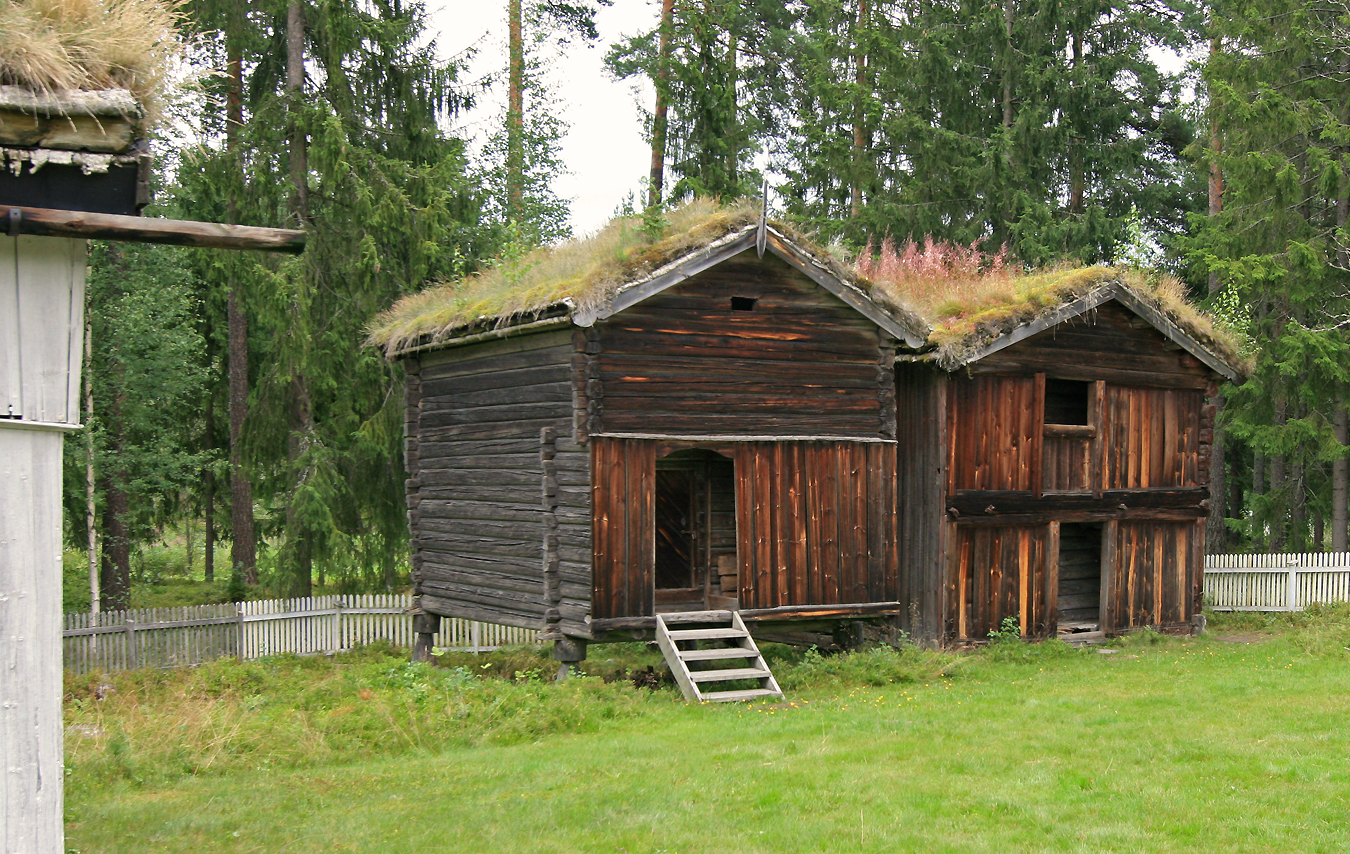
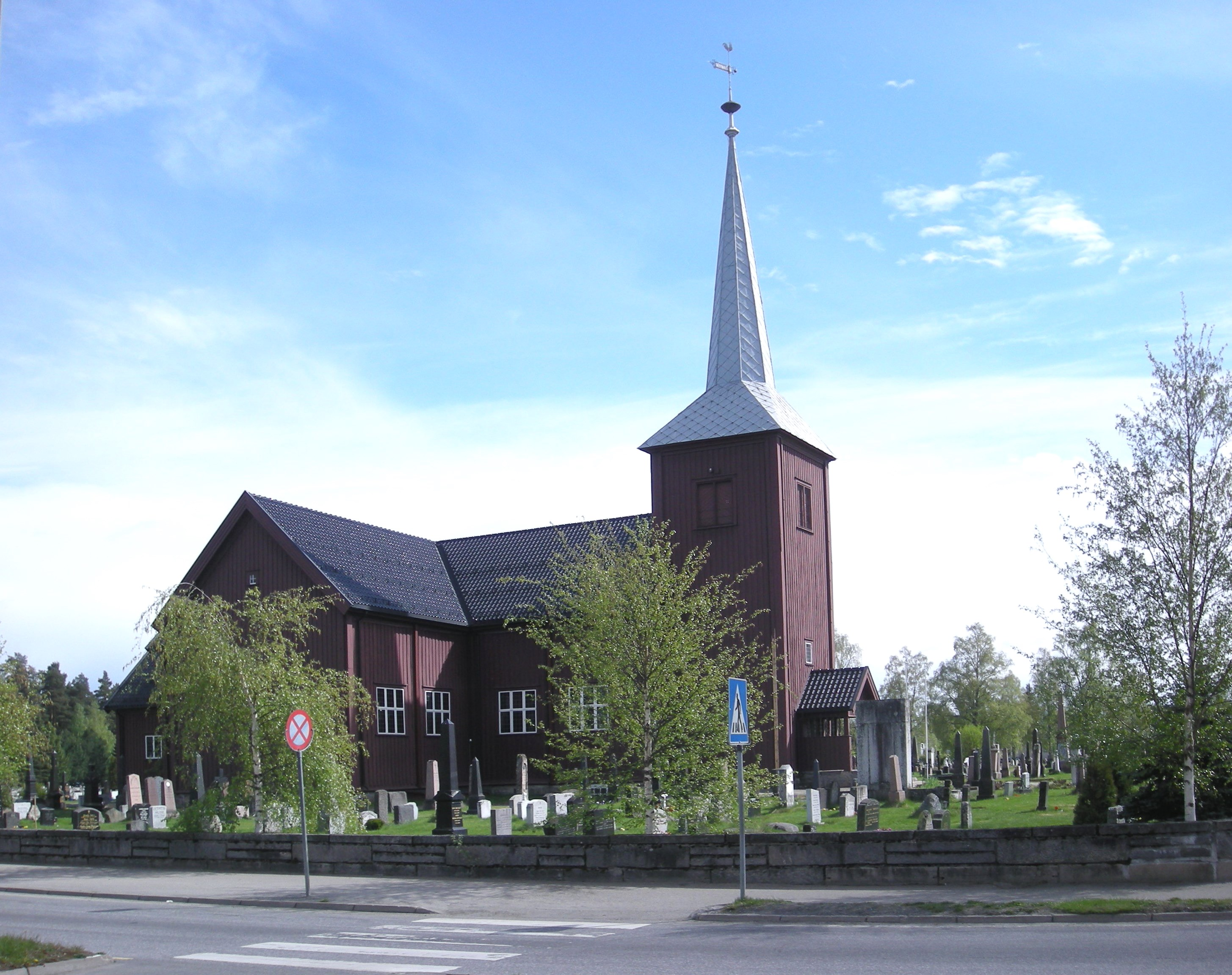

## خواهرخوانده
شهر بخش سونه خواهرخواندهٔ الوروم هست.